# Burntisland
Burntisland è una città del Fife, Scozia, sul Firth of Forth, con una popolazione di 5 667 abitanti al censimento del 2001, e 5 940 secondo stime del 2008.
Burntisland è nota per la sua spiaggia, la Blue Flag, il castello Rossend del XV secolo, la sua tradizionale fiera estiva e per la collina The Binn da cui si gode un ampio panorama sulla costa del Fife.